# Escuela Preparatoria Tlalpan II "Otilio Montaño"
La Escuela Preparatoria Tlalpan II "Otilio Montaño" es una escuela preparatoria en San Miguel Topilejo, en la delegación Tlalpan, Ciudad de México. Es una parte del Instituto de Educación Media Superior del Distrito Federal (IEMS).

## Historia
Es la primera escuela preparatoria de los pueblos rurales de Tlalpan. En 2000, Tlalpan tenía preparatorias incluyendo tres preparatorias públicas y 24 preparatorias privadas. El delegado Salvador Martínez Della Rocca dijo que 50.000 alumnos, una mitada de ellos de preparatoria, asistieron a las escuelas privadas, y la otra mitad asistieron a las escuelas públicas. Los comuneros de San Miguel Topilejo donaron una área de  2,5 hectáreas (6,2 acre) para la nueva preparatoria. Universidades que accedió a proporcionar a maestros eran Universidad Nacional Autónoma de México (UNAM), Universidad Autónoma Metropolitana (UAM), y Instituto Politécnico Nacional (IPN).
En 2001 autoridades de Tlalpan dijeron que si la Asamblea Legislativa del Distrito Federal (ALDF) permite un cambio en el uso de la tierra para permitir que la construcción de la escuela, ocho pueblos en Tlalpan tendrían problemas sobre la educación: Topilejo, Parres, Petlacalco, San Andrés, San Miguel Ajusco, San Pedro, Santo Tomás Ajusco, y Xicalco.
En 2 de junio de 2003 el Jefe de Gobierno del Distrito Federal Andrés Manuel López Obrador inauguró la escuela. Está destinado a los graduados de seis escuelas secundarias de la zona.